# لفسکی (شهر)
لفسکی شهری در استان پلون کشور بلغارستان است که جمعیت آن در سال ۲۰۰۱ میلادی ۱۲٬۱۶۶ نفر بوده‌است.